# Helga Müller-Molinari
Helga Müller-Molinari (* 28. März 1948 in Pfaffenhofen an der Ilm) ist eine deutsche Opernsängerin (Mezzosopran).

## Leben
Ihre stimmliche Ausbildung erhielt Müller-Molinari zunächst in München bei Felicie Hüni-Mihaczek, später bei Friedel Becker-Brill in Wuppertal. 1972 erhielt sie am Staatstheater Saarbrücken ihr erstes Engagement. Schließlich ging sie nach Italien, um dort bei Maria Teresa Pediconi und Giulietta Simionato ihre Stimmkraft zu vervollkommnen.
1975 debütierte Müller-Molinari in Ravels L’enfant et les sortilèges an der Mailänder Scala. In den folgenden Jahren trat sie als Gast auf zahlreichen Bühnen Italiens sowie an der Opéra national de Lorraine in Nancy und der Opera Ireland auf. Bei den Salzburger Festspielen sang sie mehrfach unter der Leitung von Herbert von Karajan: Von 1983 bis 1984 die Rolle der Annina in Richard Strauss’ Rosenkavalier, im Jahr 1986 die Titelrolle in Bizets Carmen.